# Старая Зеньковина (Кормянский район)
Старая Зеньковина (бел. Старая Зенькавіна) — деревня, 30 ноября 2007 года включена в состав городского посёлка Корма, до этого в составе Коротьковского сельсовета Кормянского района Гомельской области Беларуси.

## География

### Расположение
В 1 км на юго-восток от Кормы, в 56 км от железнодорожной станции Рогачёв (на линии Могилёв — Жлобин), в 111 км от Гомеля.

### Гидрография
На реке Кормянка (приток реки Сож).

## Транспортная сеть
Транспортные связи по автодорогам, которые отходят от Кормы. Планировка состоит из 2 разных по протяжённости и параллельных между собой, почти широтной ориентации улиц, соединённых 2 переулками. На востоке обособленная небольшая улица вдоль реки. Застройка преимущественно деревянная, двусторонняя, усадебного типа.

## История
Согласно письменным источникам известна с начала XIX века как деревня в Кормянской волости Рогачёвского уезда Могилёвской губернии. Согласно переписи 1897 года действовал хлебозапасный магазин. В 1906 году открыта школа, которая разместилась в наёмном крестьянском доме. В 1909 году 693 десятины земли, работали церковь, мельница. В 1931 году организован колхоз. В 1966 году к деревне присоединён посёлок Бурный. В составе колхоза «Победа» (центр — деревня Новая Зеньковина).

## Население

### Численность
- 2004 год — 81 хозяйство, 170 жителей.

### Динамика
- 1816 год — 31 двор.
- 1897 год — 60 дворов 402 жителя (согласно переписи).
- 1909 год — 64 двора, 476 жителей.
- 1959 год — 365 жителей (согласно переписи).
- 2004 год — 81 хозяйство, 170 жителей.

## Известные уроженцы
- Бондаренко, Пётр Тихонович (1901—1950) — контр-адмирал, заместитель командующего Черноморским флотом. Его именем названы улицы в деревне и в г. п. Корма.